# Panayótis Koné
Pour les articles homonymes, voir Koné.
Panagiotis Kone (en grec : Παναγιώτης Κονέ), né le 26 juillet 1987 à Tirana, est un footballeur grec. Il évolue au poste de milieu de terrain au Western United.

## Statistiques
| Saison      | Club                       | Pays   | Championnat | Championnat | Championnat |
| Saison      | Club                       | Pays   | Division    | Matchs      | Buts        |
| ----------- | -------------------------- | ------ | ----------- | ----------- | ----------- |
| 2006 - 2007 | AEK Athènes                | Grèce  | Superleague | 12          | 1           |
| 2007 - 2008 | AEK Athènes                | Grèce  | Superleague | 11          | 1           |
| 2008 - 2009 | Iraklis Thessalonique      | Grèce  | Superleague | 25          | 3           |
| 2009 - 2010 | Iraklis Thessalonique      | Grèce  | Superleague | 24          | 5           |
| 2010 - 2011 | Brescia Calcio             | Italie | Serie A     | 6           | 1           |
| 2011 - 2012 | Bologne Football Club 1909 | Italie | Serie A     | 31          | 1           |
| 2012 - 2013 | Bologne Football Club 1909 | Italie | Serie A     | 12          | 2           |

## Palmarès
- Championnat de Grèce : 2018